# Blas de Otero
Pour les articles homonymes, voir Otero.
 (janvier 2015).
Si vous disposez d'ouvrages ou d'articles de référence ou si vous connaissez des sites web de qualité traitant du thème abordé ici, merci de compléter l'article en donnant les références utiles à sa vérifiabilité et en les liant à la section « Notes et références ».
Blas de Otero, né Blas de Otero Muñoz à Bilbao le 15 mars 1916 et mort à Majadahonda (Madrid) le 29 juin 1979 , est l'un des principaux représentants de la poésie sociale (es) des années 1950 en Espagne.

## Biographie

### Jeunesse
Blas de Otero vit une enfance privilégiée dans une famille aisée. À 7 ans, il entra à l'école de Joan Whitney, puis il étudia dans un collège jésuite. Sa maison était pour lui un refuge et un havre de paix, habité par lui-même, ses parents, son frère de 3 ans son aîné, ses sœurs et sa gouvernante française, Mademoiselle Isabel dans un de ses poèmes. Au contraire, l'école représentait pour l'enfant une sorte d'enfer répressif (“yo no tengo la culpa de que el recuerdo sea tétrico” écrira-t-il plus tard : "Je ne suis pas responsable que ce souvenir soit lugubre, déprimant").
La famille, ruinée, dut déménager à Madrid en 1927. C'est alors qu'il commença à écrire.
Il avait 13 ans quand son frère mourut. Trois ans après, ce fut son père qui disparut. Le caractère, joyeux par nature, de Blas de Otero s'aigrit. Il devint introverti et pessimiste. À cet âge commença sa hantise de la mort. En 1931, il s'engagea dans des études de Droit dont il sortit diplômé en 1935 à Saragosse, bien qu'il dût revenir à Bilbao avec sa famille en 1933.
Son rôle de soutien de famille pesait trop lourd sur ses épaules. D'équilibre fragile, il rechercha le soutien de la religion, de l'amitié, et de l'art. Il était notamment membre de la Fédération des étudiants catholiques de Biscaye. Il signait à l'époque ses poèmes « Blas de Otero, CM ». Certains versets sont clairement influencés par les mystiques espagnols et la littérature chrétienne, comme les Baladitas humildes (« petites ballades humbles »), publiés dans la revue jésuite de Los Luises. Avec ses amis, il créa différents groupes poétiques : d'abord Les « Luises », puis « Alea » et enfin « Nuestralia ».
Au début de la guerre civile, il combattit avec les gudaris, puis, après que Bilbao tomba et un temps dans un camp de dépuration, il dut rejoindre les nationalistes lors de la campagne de Valence. Après la guerre, il fit publier, dans la revue Cuadernos de Alea sa première œuvre notablement longue : Cántico espiritual (« cantique spirituel »).
« Nuestralia », un noyau formé par Blas de Otero et quatre autres amis, fut important pour la consolidation poétique d'Otero. Ils étaient influencés par Juan Ramón Jiménez et la Génération de 27, par des poètes aussi divers que Rabindranath Tagore, Miguel Hernández et César Vallejo.
Très probablement, Blas de Otero a adopté à ce moment-là l'une de ses ressources les plus intéressantes : l'intertextualité.
En 1941, il commença à travailler en tant que conseiller juridique, en même temps que grandissait sa réputation d'écrivain. En 1943, il retourna à Madrid pour s'inscrire au cours de Lettres et philosophie, dans l'espoir d'obtenir une chaire de Littérature. Cependant, le niveau des échanges culturels le déçut, et il rentra à Bilbao où, d'ailleurs, sa famille avait besoin de son soutien. Saisi par un terrible sentiment de culpabilité pour avoir abandonné sa mère et ses sœurs, il brûla tous ses poèmes en expiation. Il se mit à enseigner le droit et à passer des concours.

### Affirmation de la vocation poétique: 1944-1955
En 1945, il subit une terrible dépression, soignée au sanatorium d'Usurbil. Sa vision bucolique de l'amitié, son fort sentiment religieux et sa poésie « candide » furent altérés. Cependant, il trouva dans la création artistique la meilleure thérapie. Dans ces années naquirent, presque entièrement, les trois œuvres de son cycle existentiel : Ángel fieramente humano (« Ange farouchement humain »), Redoble de conciencia (« Rappel de conscience »), et Ancia. Ángel fieramente humano, dans lequel il interpelle Dieu et son silence, fut cité pour le prix Adonáis de Poésie, mais il lui fut finalement refusé « pour des  raisons extra-littéraires ». Redoble de conciencia reçut le prix Boscán en 1950.
En 1950, il rencontra à Paris l'actrice et poète basque Tachia Quintanar (es), avec qui il eut une relation et une amitié tout au long de sa vie.
Depuis 1955, il est considéré comme l'un des grands poètes de l'après-guerre. Sa poésie met face à face le « moi », solitaire, et sa souffrance, à la recherche de Dieu, « Toi ». Le « moi » ne trouve que le silence. L'union mystique avec Dieu se révèle impossible. Reste une alternative : l'union par la création poétique. L'expérience religieuse devient l'expérience esthétique. Blas de Otero reniera ses écrits antérieurs à Ángel fieramente humano, qu'il considérera comme le véritable début de son œuvre.
Ange Fièrement humain est composé de 18 sonnets et de 16 compositions libres ou semi-libres. Une introduction présente le problème existentiel et l'état d'âme du poète. Ensuite sont développées la recherche poétique d'une nouvelle raison de vivre. Sa conclusion : il faut accepter sa propre mortalité, l'homme a une valeur en soi, et la poésie doit s'adresser à lui et non à Dieu.
Ancia se compose de 32 poèmes de Ange farouchement humain, tous ceux de Rappel de conscience et 49 nouveaux poèmes. Le développement est divisé en quatre parties : la première développe la confrontation entre l'homme et Dieu ; la seconde est le salut de l'homme dans l'amour des femmes ; la troisième est une démystification et une satire de la religion ; la quatrième souligne la réalité historico-politique du poète. Quant à la forme, avec les poèmes traditionnels et classiques apparaissent des poèmes en prose et en vers et de courts poèmes (jumelés, avec des aphorismes, des blagues, etc.).

### De l'existentialismeau co-existentialisme: la poésie sociale, 1955-1964
La solitude de Blas de Otero grandissait avec son prestige. Échouant à dialoguer avec le Toi, il trouve le soulagement de sa solitude dans la rencontre avec l'autre : être un homme parmi les hommes. Ainsi est apparu le « nous » dans sa poésie, la découverte de la solidarité humaine, qui a donné une nouvelle dimension à son œuvre et lui a rendu la paix spirituelle. La poésie du déracinement est devenue la poésie de la rencontre. Ses nouveaux amis, poètes et artistes du groupe de Bilbao, ont accompagné cette évolution.
Cependant, un sentiment à la fois d'amour et de répulsion envers l'Espagne le mena à s'exiler à Paris. Il y rejoignit le Parti communiste où il voyait reflétés ses idéaux humanistes. Le marxisme lui donnait une explication globale de l'homme dans l'histoire. À Paris, il conçut Pido la paz y la palabra, (« Je demande la paix et la parole »), des vers pour essayer de changer le monde.
Mais plus tard dans la même année, il revint vers son pays avec la ferme intention de mieux le connaître et de traiter avec les gens ordinaires. Il vécut et travailla avec les mineurs, fit le tour des villes de Castille et Léon, avec peu d'argent, vivant de son travail et de ce que lui offraient des amis le long du chemin. Il termina Je demande la paix et la parole, et écrivit En castellano (« En castillan », publié en français sous le titre Parler clair).
Entre 1956 et 1959, il vécut à Barcelone, où il se lia aux groupes artistiques locaux. En castellano fut censuré, mais il put publier Ancia, qui remporta le Prix de la Critique en 1958 et le Prix Fastenrath (es) en 1961.
En 1960, il voyagea en URSS et en Chine, invité par la Société internationale des écrivains. À cette époque furent publiés (toujours hors d'Espagne en raison de la censure) Esto no es un libro (« Ceci n'est pas un livre », Puerto Rico, 1963) et Que trata de España (« À propos de l'Espagne », Paris, 1964).
En 1964 il s'installa à Cuba, où il reçut le Prix Casa de las Américas. Il épousa la cubaine Yolanda Pina et vécut à La Havane avec elle. En 1967, il divorça et revint à Madrid, où il reprit la vieille amitié et l'amour avec Sabina de la Cruz, relation qui se maintint jusqu'à la mort du poète.

### Les dernières années: 1964-1979
Ce fut une période de publication de nombreux recueils compilés par lui-même, outre de nouveaux poèmes. Il se consacra aussi à la réécriture d'anciens poèmes, raison pour laquelle il existe de nombreuses variantes de sa poésie.
Sa confrontation avec le franquisme fut constante. Il aspirait à la démocratie et la chanta pendant 40 ans. Il combattit pour elle, apparut lors des meetings, des conférences et des récitals pour les premières élections. Cependant, il ne vit jamais son rêve pleinement réalisé. Le 29 juin 1979, il mourut à Majadahonda (Madrid) d'une embolie pulmonaire, à la fin d'une longue recherche poétique et vitale. Il est enterré dans le cimetière civil de Madrid.

## Œuvres
- Cuatro poemas, Editeur J. Díaz Jácome, 1941.
- Cántico espiritual, Cuadernos del Grupo Alea, San Sebastián, 1942.
- Ángel fieramente humano, Ínsula, Madrid, 1950.
- Redoble de conciencia, Instituto de Estudios Hispánicos, Barcelona, 1951.
- Pido la paz y la palabra, Ediciones Cantalapiedra, Torrelavega (Santander), 1955Je demande la paix et la parole, poèmes traduits de l'espagnol par Claude Couffon.
- Ancia, Editeur Alberto Puig, Barcelona, 1958. Préface de Dámaso Alonso.
- Parler clair / En castellano, Pierre Seghers, París, 1959. Edition bilingue de Claude Couffon.
- En castellano, Universidad Nacional Autónoma de México, México, 1960.
- Que trata de España, Ruedo Ibérico, París, 1964.
- Historias fingidas y verdaderas, Alfaguara, Madrid, 1970.
- L'Œuvre poétique de Blas de Otero, Evelyne Perriot Martin-Hernandez (Mme), 1991 - 632 pages
- Hojas de Madrid avec La galerna, Galaxia Gutenberg-Cercle de Lecteurs, Barcelona, 2010. Edition de Sabina de la Cruz, préface de Mario Hernández.

## Prix et reconnaissance
Prix
- 1950 : prix Boscán
- 1958 : prix de la critique de poésie castillane
- 1961 : Prix Fastenrath (es)
- 1964 : prix Casa de las Américas

Reconnaissance
Un prix de poésie décerné tous les ans par l'Université complutense de Madrid porte son nom.
Une résidence d'étudiant de l'Université du Pays basque porte son nom.
Plusieurs rues et places de villes espagnoles, en particulier au Pays basque, portent le nom de Blas de Otero.